# In-vitro-Transkription
Die In-vitro-Transkription, also die DNA-abhängige Synthese von RNA im Reagenzglas, ist eine molekularbiologische Methode zur Erzeugung von RNA und zur Untersuchung von Promotoren und ihrer Aktivierung durch Transkriptionsfaktoren.

## Die Synthese von RNA
In vitro erzeugte RNA dient dem Studium der RNA-Faltung und RNA-Stabilität, der Herstellung von Sonden, sowie als Template (Matrize, engl. template) für die In-vitro-Translation und die Translation in Zellen.
Die grundlegende Arbeit stammt aus dem Labor von Douglas A. Melton. Er konnte zeigen, dass man mit einem Plasmidvektor, der einen Promotor des Bakteriophagen SP6 gefolgt von einem offenen Leserahmen (engl. open reading frame, ORF) aufweist, der SP6-RNA-Polymerase und vier Ribonukleotiden große Mengen an RNA herstellen kann. In der Folge wurde das System mit den Promotoren der Bakteriophagen T3 und T7 erweitert. Dabei erwies sich die Synthese mit der T7-RNA-Polymerase als besonders effizient.
Eine wichtige Anwendung ist die Herstellung von markierten RNA-Sonden, Gensonden, die auch Ribosonden (engl. riboprobe) genannt werden. In diesem Fall werden Transkripte mit radioaktiv- (32P, 35S) oder fluoreszenzmarkierten Ribonukleotiden synthetisiert. Alternativ wird die Transkription zum indirekten Nachweis u. a. mit Nukleotiden durchgeführt, die mit Biotin oder Digoxigenin modifiziert wurden.
Zu diesen Zwecken werden mit der Polymerase-Kettenreaktion (PCR) erzeugte DNA-Templates in geeignete Plasmidvektoren, wie pGEM (Promega) oder pET (Novagen) kloniert, die flankierend zur multiplen Klonierungstelle Promotoren der Bakteriophagen SP6, T3 oder T7 aufweisen. Anschließend wird das Plasmid am 3‘-Ende mit einem Restriktionsenzym linearisiert und mit der entsprechenden RNA-Polymerase, z. B. T7-RNA-Polymerase, und den geeigneten Ribonukleotiden zur Erzeugung von Run-off-Transkripten inkubiert. Auf diese Weise lassen sich sense- und antisense-Proben erzeugen. Die markierten Sonden werden in biochemischen Nachweisverfahren, wie z. B der In-situ-Hybridisierung eingesetzt. Alternativ zur Klonierung lassen sich auch PCR-Fragmente direkt einsetzen, wenn einer der eingesetzten Primer einen Phagenpromotor enthält. Diese Möglichkeit ist wichtig für die Hybridisierung von DNA-Microarrays. Die T7-RNA Polymerase findet auch Anwendung, um Single Guide RNAs (sgRNA) für das CRISPR/Cas System zu erzeugen.
Eine weitere wichtige Anwendung ist die Generierung von mRNAs die als Template der Translation dienen. Hierzu werden cDNAs oder molekularbiologisch generierte offene Leserahmen in einen geeigneten Vektor kloniert. Die mRNA Synthese erfolgt in Anwesenheit eines Capping Substrates, das von der T7-RNA-Polymerase effizient eingebaut wird. Für die Anwendung in zellulären Systemen werden Konstrukte verwendet, bei denen auf das Stopcodon noch ein PolyA-Tail folgt. Die in vitro Proteinbiosynthese wird häufig als gekoppelte Transkription/Translation durchgeführt. Alternativ wird die mRNA gereinigt und als Template für die Translation in geeigneten Lysaten oder Extrakten etwa aus Weizenkeimen oder Retikulozyten von Kaninchen erzeugt.
Unter den zellulären Systemen spielen Froschoozyten eine herausragende Rolle, da sie besonders für elektrophysiologische Untersuchung der untersuchten Genprodukte geeignet sind.
In vitro transkribierte mRNA ist seit einigen Jahren auch im Fokus der pharmakologischen Forschung als eine neue Klasse unter den Arzneimitteln. Die RNA kann fehlende oder fehlerhafte genetische Information ersetzen, ohne das ein viraler Vektor Verwendung findet. Um eine höhere Stabilität zu erzeugen, wird hier häufig N1-Methylpseudouridin (m1Ψ) anstelle von Uridin eingesetzt und damit eine Nukleosid-modifizierte mRNA erzeugt. Besondere Bedeutung kommt den mittels T7-RNA-Polymerase erzeugten Vakzinen zu. Hier ist insbesondere die mRNA für eine modifizierte Form des SARS-CoV-2 Spike-Proteins von Bedeutung, die u. a. Grundlage des SARS-CoV-2-Impfstoffes BNT162b2 ist.

## Untersuchung von Promotoren
Die In-vitro-Untersuchung von Promotoren klonierter Gene in Extrakten und Proteinfraktionen erlaubt sowohl Rückschlüsse auf die beteiligten DNA-Elemente als auch auf die an der Transkription beteiligten Proteine.
Die eukaryontischen RNA-Polymerasen benötigen für die Initiation und Elongation zusätzliche Proteine, die basalen Transkriptionsfaktoren und die spezifischen Aktivatoren und Repressoren. Der amerikanische Molekularbiologe Robert G. Roeder hat mit In-vitro-Transkriptionsassays maßgeblich zum Verständnis der Regulation der Genaktivität beigetragen.
Für ein typisches Experiment benötigt man die DNA-Matrize, einen Promotor und die zu transkribierende Region, eventuell mit stromaufwärtsgelegenen regulatorischen Elementen, wie Enhancer und Silencer, einen Zellextrakt, der alle für die Transkription notwendigen Proteine enthält, die vier Ribonukleotide und einen geeigneten Puffer mit den notwendigen Ionen. Möchte man die cis-Elemente untersuchen, mutiert oder deletiert man regulatorische Bereiche, möchte man trans-Elemente Untersuchen, setzt man Proteinfraktionen ein, denen bestimmte Proteine fehlen. Entsprechend kann man auch den Einfluss rekombinanter Proteine durch deren Zugabe untersuchen.
Die Transkription wird in der Regel durch Einbau radioaktiver Nukleotide, meistens [α-32P]-UTP nachgewiesen. Es werden entweder linearisierte, oder G-freie Templates eingesetzt. Im ersten Fall entstehen Run-off-Transkripte, während im zweiten Fall ein Template eingesetzt wird, das in Transkriptionsrichtung einen Abschnitt ohne Guaninreste aufweist. Anstelle von GTP wird 3‘-O-Methyl-GTP eingesetzt, dessen Einbau zu einem Strangabbruch führt.
Die Transkripte werden nach einer Polyacrylamid-Gelelektrophorese durch eine Autoradiographie nachgewiesen. Durch Messung der Radioaktivität der spezifischen Gelbande im Szintillationszähler oder mittels Röntgenspeicherfolie und Phosphorimager lässt sich die transkriptionelle Aktivität bestimmen.